# Music Hall Group
Music Hall Group is een Belgische evenementengroep, die door Geert Allaert werd opgericht in 1988. De groep heeft vier zalen in eigen beheer: Music Hall is ook bekend om de musicals die ze produceert.
- Stadsschouwburg Antwerpen
- Capitole Gent
- Vorst Nationaal
- Zuiderkroon

Productiebedrijf Music Hall NV is een voormalige dochteronderneming.